# Ports du Koweït

Les armoiries du Koweït illustrent l’importance du transport maritime pour cet État.

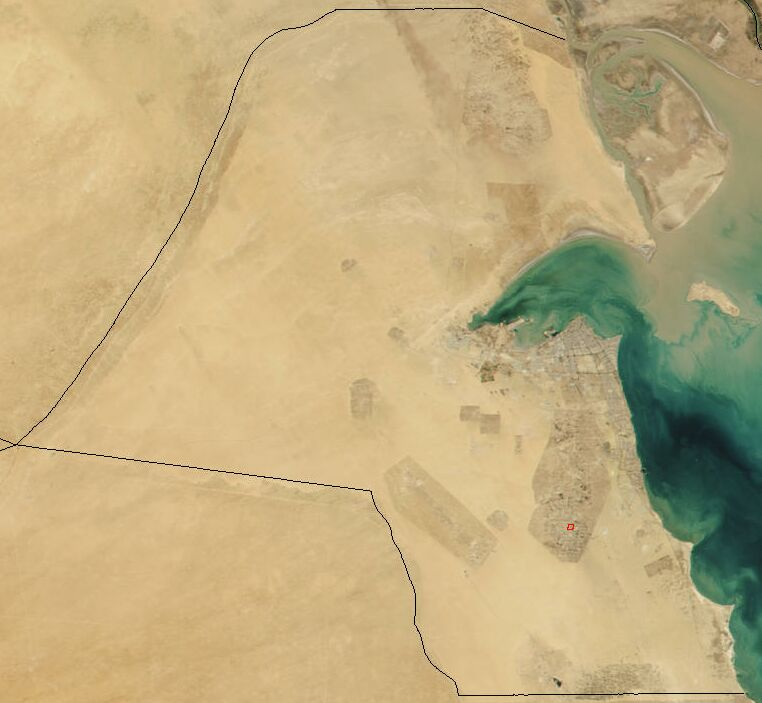
Image satellite du Koweït en 2001. L'urbanisation et l'industrialisation du territoire le long des côtes sud de cet État ressort nettement sur cette photo.

Les sept principaux ports du Koweït sont disposés sur la moitié sud des 499 km de côtes donnant sur le golfe Persique de ce pays d'une superficie de 17 820 km2. Le Koweït dispose, en 2015, de deux ports principaux, Ash Shuwaikh et Ash Shuaiba, trois terminaux pétroliers, Mina Al Ahmadi, Mina Al Shuaiba et Mina Al Abdullah, de deux petits ports côtiers Doha et Khor al Muffatta et d'une seule base navale à Ras al-Qulayah. Un autre port pour conteneur étant en construction sur Bubiyan devant ouvrir en 2016.

## Histoire maritime du Koweït

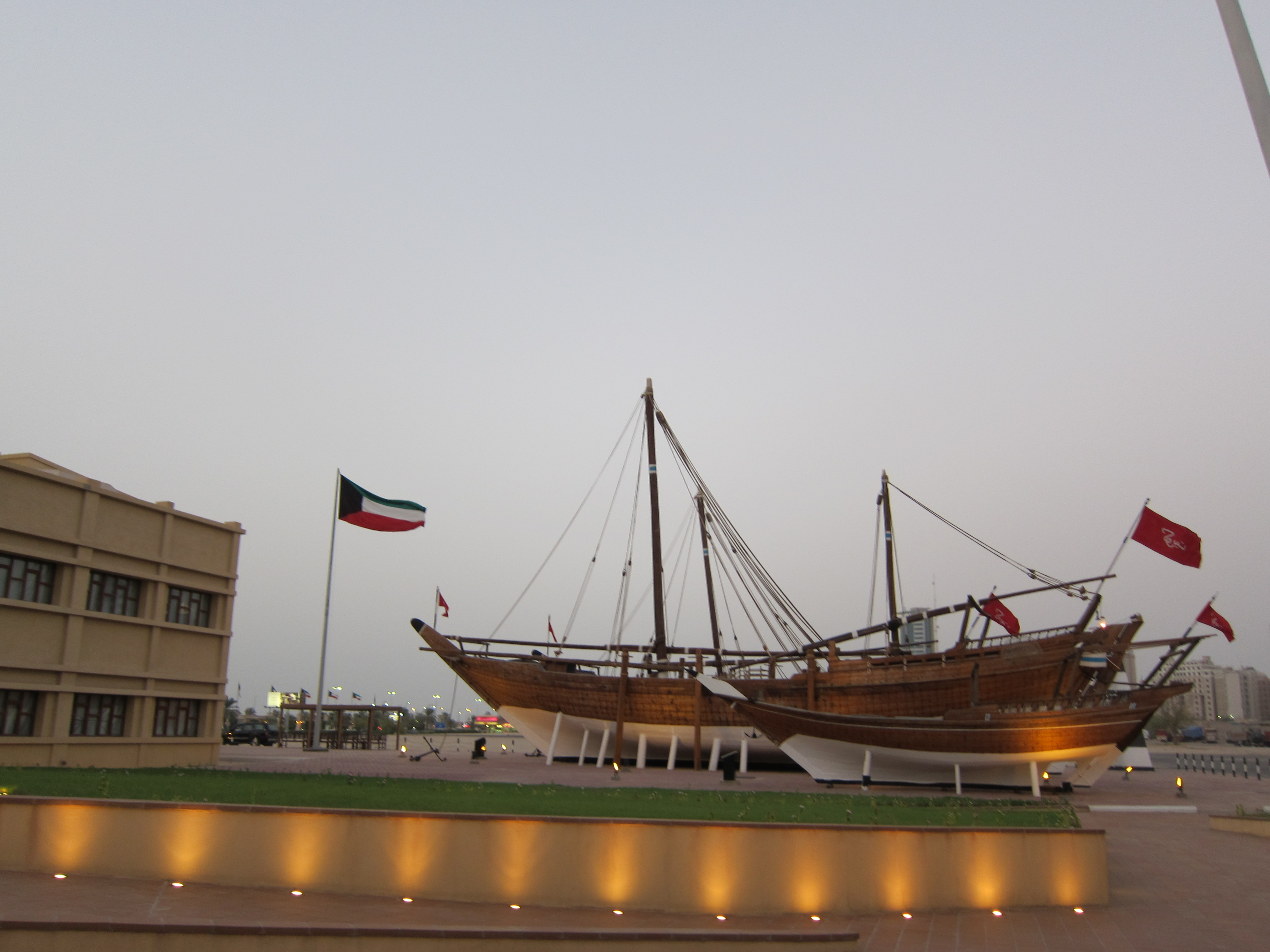
Deux bhum au musée de la marine du Koweït.

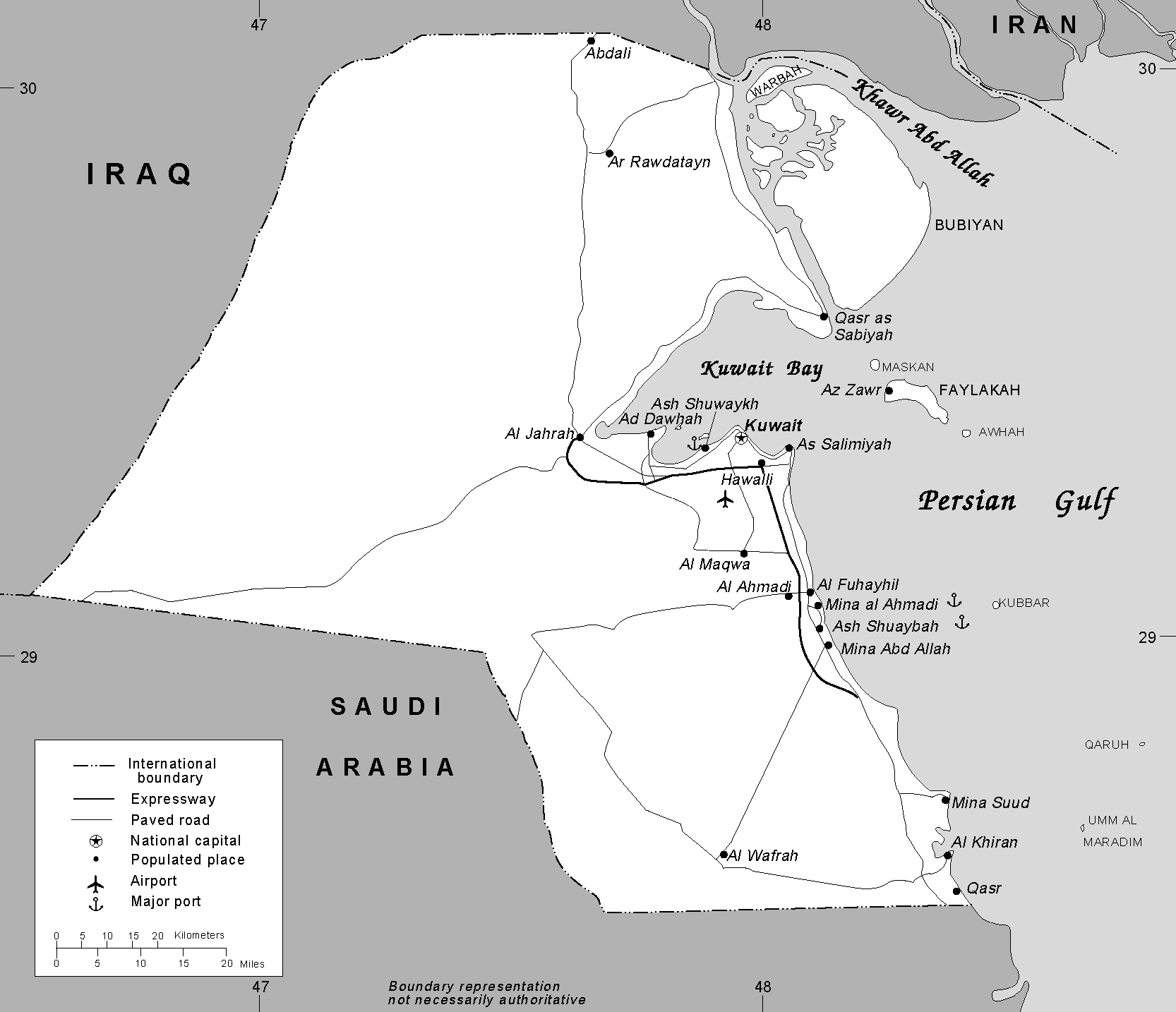
Frontières, villes et principaux ports et aéroports du Koweït.

La baie de Koweït constitue le seul bon port naturel au fond du golfe Persique. Ses eaux profondes, son accès facile, contrastent avec l'incommodité du Chatt-el-Arab et de Bassorah.
La ville historique fut appelée Grèn par les Perses, a été désigné sous le nom de Kut (le fort) par les marins, devenu Kouet, puis ʾal-kuwayt (prononciation littéraire : (a)l-ku'wajt) signifie en arabe classique « la forteresse construite près de la mer ».
Le Koweït actuel fut fondé par la famille d'Al-Sabah en 1715 et au XVIIIe siècle, les voiliers koweïtiens faisaient du commerce avec les Indes orientales.
En 1776, de nombreux marchands quittent Bassorah tombé aux mains de la Perse et s'installent dans la ville de Koweït. La Compagnie anglaise des Indes orientales suivit le mouvement, ce fut l'une des causes de l'enrichissement de cette ville.
En 1826, une flottille koweïtienne se lança à l'aide de la ville de Bassorah assiégée par des tribus. En 1841, un accord est conclu avec le Royaume-Uni de Grande-Bretagne et d'Irlande pour cesser la traite des esclaves et garantir la sécurité des mers.

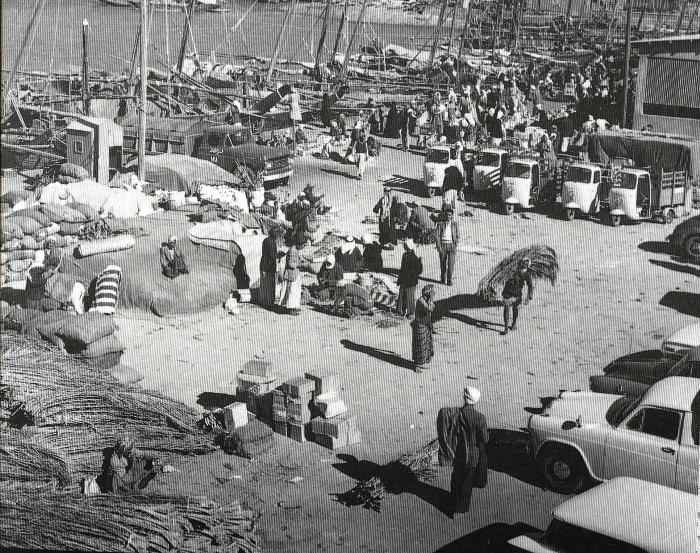
Un marché aux légumes sur le quai d'un petit port de pêche dans la ville de Koweït dans les années 1950.

En 1856, une flottille de la Royal Navy fit escale dans la ville de Koweït. Les Britanniques alors en guerre avec la Perse offrirent leur protection et demandèrent l'établissement d'un dépôt de charbon. Le cheik Djaber I refusa ces propositions mais accepta qu'aucune autre puissance, y compris l'empire ottoman n'en installe. La souveraineté de la Sublime Porte sur le Koweït n'a été que nominale bien qu'instituée en 1871 sous pression militaire sous-préfecture et le Cheik Abdallah Al-Sabah nommé sous-préfet. En 1899, celui-ci conclut un traité de protectorat avec le Royaume-Uni. Le 13 novembre 1914, un traité d'alliance entre le Koweït et la Grande-Bretagne fut signé, et le Koweït entreprit des opérations contre l'Empire Ottoman. À la suite de l'attaque d'un navire koweïtien sous pavillon turque par un navire britannique, le Cheik créa le premier drapeau koweïtien. Sous protectorat britannique après guerre, les frontières avec l'Irak sont définies par les accords d'Akir de 1922-1923 et huit îles dont Bubiyan sont rattachées au Koweït.

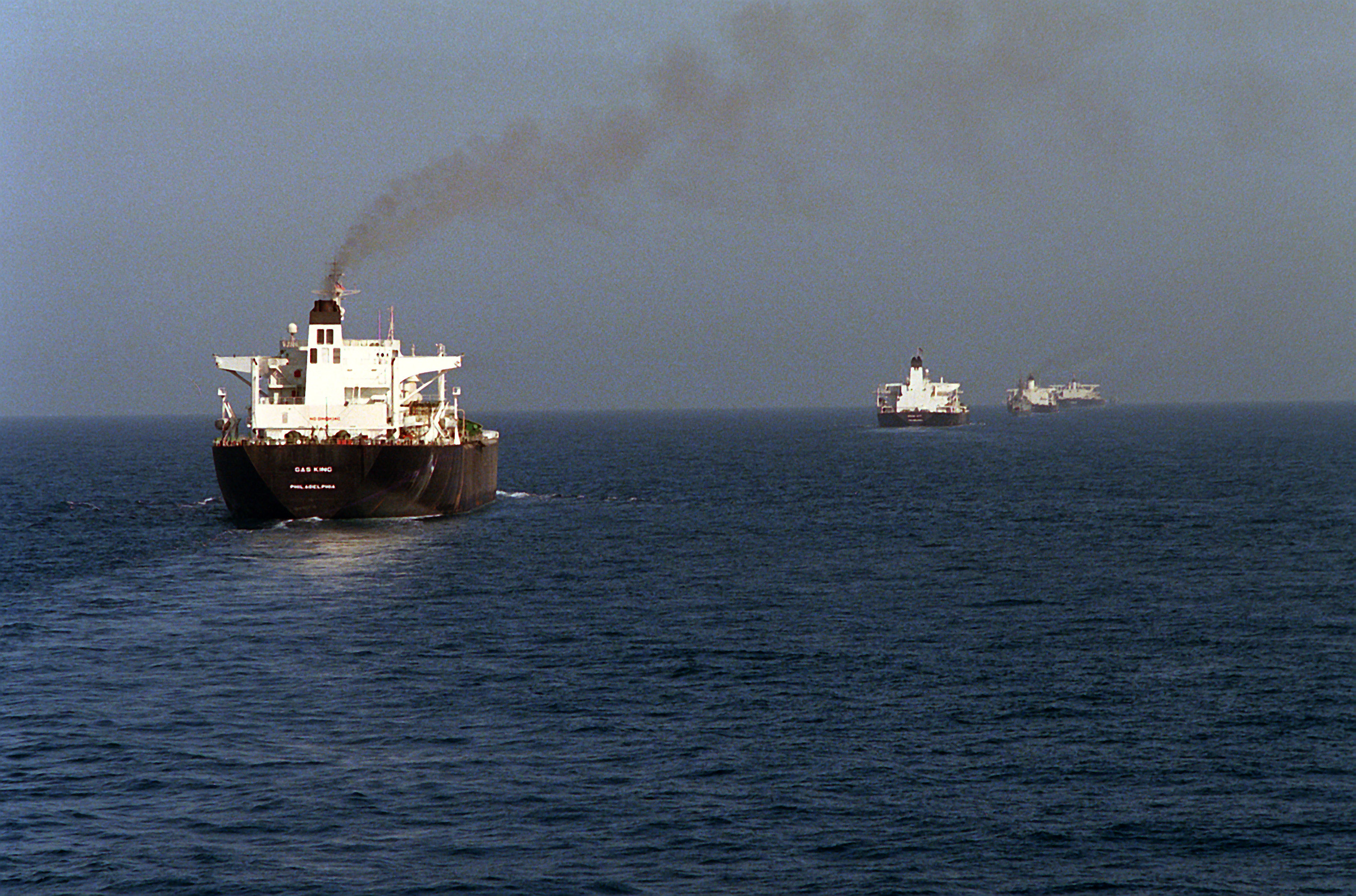
Convoi de pétroliers koweïtiens sous protection de l'US Navy en 1987 durant la guerre Iran-Irak durant l'opération Earnest Will.

Du pétrole fut découvert dans l'émirat en 1937 et les premières exportations d'hydrocarbures ont débuté en 1946. Le pétrole transforma en quelques décennies la modeste cité de Koweït en métropole, attirant de très nombreux expatriés. La population du pays passe de 152 000 habitants en 1950 à 738 000 habitants en 1970 dont 347 000 koweïtiens et 391 000 non-Koweïtiens. En 2013, elle est estimée à 2 695 000 habitants.
L’or noir permet a ce pays d’améliorer ses infrastructures. Ainsi, à la fin de janvier 2013, la Kuwait Oil Company a attribué un contrat de 486,5 millions de dollars à l’entrepreneur turc STFA pour construire un port à côté de la raffinerie Mina Al Ahmadi, moderniser le port existant à proximité et construire d'autres ports plus petits le long de la côte. Le projet fait partie d'un plus grand développement pour augmenter la capacité de transport de la raffinerie, qui sera élargie pour gérer une capacité d'environ 4 millions de barils par jour d'ici 2020.

## Industrie pétro-chimique
L'émirat dispose d'une infrastructure bien développée pour l'exportation de pétrole brut, produits raffinés, et le gaz de pétrole liquéfié.
Le Kuwait National Petroleum Company (KNPC), une filiale de la Kuwait Petroleum Corporation fondée en 1960, exploite des raffineries et des installations connexes à l'exportation. KNPC exploite en 2009 les trois grandes raffineries du Koweït regroupées sur la côte dans le sud du pays : Mina al-Ahmadi, Mina Shuaiba et Mina Abdallah (Mina Abdulla) d'une capacité totale à cette date de 920 000 barils par jour (bj), dont 80 % vont à l'exportation, et une quatrième est en projet.

## Les sites
Les ports dépendent de la Kuwait Ports Authority et les terminaux de la Kuwait Oil Co..

### Ash Shuwaykh

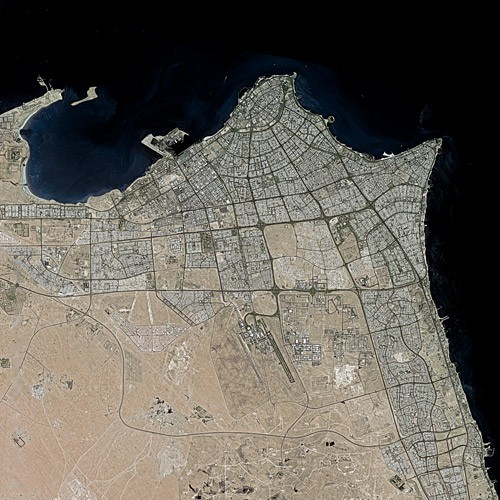
L'agglomération de la ville de Koweït vue par le satellite Spot en 2004. Le port d'Ash Shuwaykh se situe en haut et à gauche de l'image. La zone franche se situe à l'extrémité est de la baie de Koweït, près du centre-ville.

Le port de commerce principal du Koweït pour les produits non pétroliers est Ash Shuwaykh, il se trouve sur la rive sud de la baie du Koweït à quelques kilomètres à l'ouest du centre-ville de la ville de Koweït (29° 21′ 26″ N, 47° 56′ 56″ E).
Construit en 1960, il dépend de la Kuwait Ports Authority et est le port régulier d'entrée pour la plupart des biens de consommation entrant dans le pays par navire porte-conteneurs et roulier. Le port de Ash Shuwaykh est l'un des ports les plus achalandés au Moyen-Orient, avec 21 postes d'amarrage dont, dans les années 2000, 14 places avec 10 mètres de profondeur, 4 places avec 8,5 mètres de profondeur et trois places avec 6,7 mètres de profondeur et une longueur totale de quai de 4 055 mètres ; le tirant d'eau toléré pour les navires est de 9,6 mètres à marée haute et de 7,6 mètres à marée basse.
Il a une superficie totale de 3,2 millions de mètres carrés et un bassin de 1,2 million de mètres carrés.
Le trafic des navires du golfe Persique au port passe à travers un canal de navigation de dragage à l'intérieur de la baie de Koweït. La longueur du canal est d'environ 8 km et sa profondeur est de 8,5 mètres d'eau à marée basse. Le port peut accueillir des bateaux d'un tirant d'eau de 7,5 mètres dans toutes les conditions de marée et les bateaux d'un tirant d'eau de 9,6 mètres à marée haute.
En 1988, plus de 1 100 navires ont transporté 3,7 millions de tonnes de fret par Ash Shuwaykh.
Le Koweït cherche à retrouver son rôle comme point de transbordement dans la région à la suite de la baisse significative du commerce international après la seconde guerre du Golfe. En 1996, le gouvernement a autorisé la création d'une zone franche dans ce port, qui a été inaugurée en novembre 1999. Plus de 80 % de l'espace disponible a été loué. Récemment, les pouvoirs publics koweïtiens ont également réduit certains frais de port, pour encourager l'utilisation du Koweït comme point de transbordement.

### Ash Shuaybah

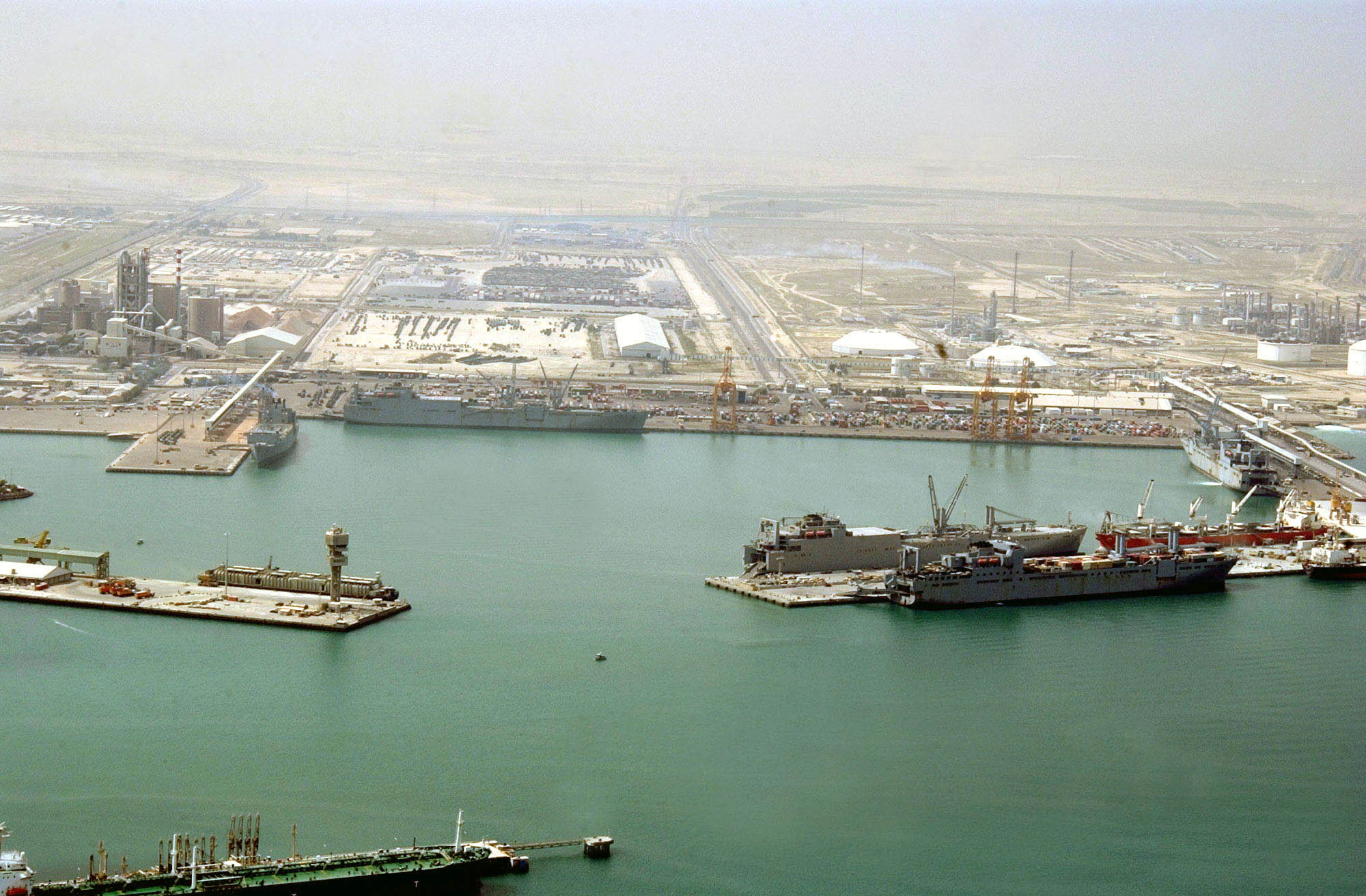
Navires de transport rapide de la classe Algol du Military Sealift Command en 2004 dans le port d'Ash Shuaybah pendant la guerre d'Irak.

Le port de commerce d'Ash Shuaybah (Ash-Shu'aibah, Shuaiba) a été construit en 1968 à une cinquantaine de kilomètres au sud de la capitale pour développer la zone industrielle du même nom spécialisée dans le raffinage du pétrole, la pétrochimie, la liquéfaction de gaz, la fabrication du ciment et la transformation du poisson.

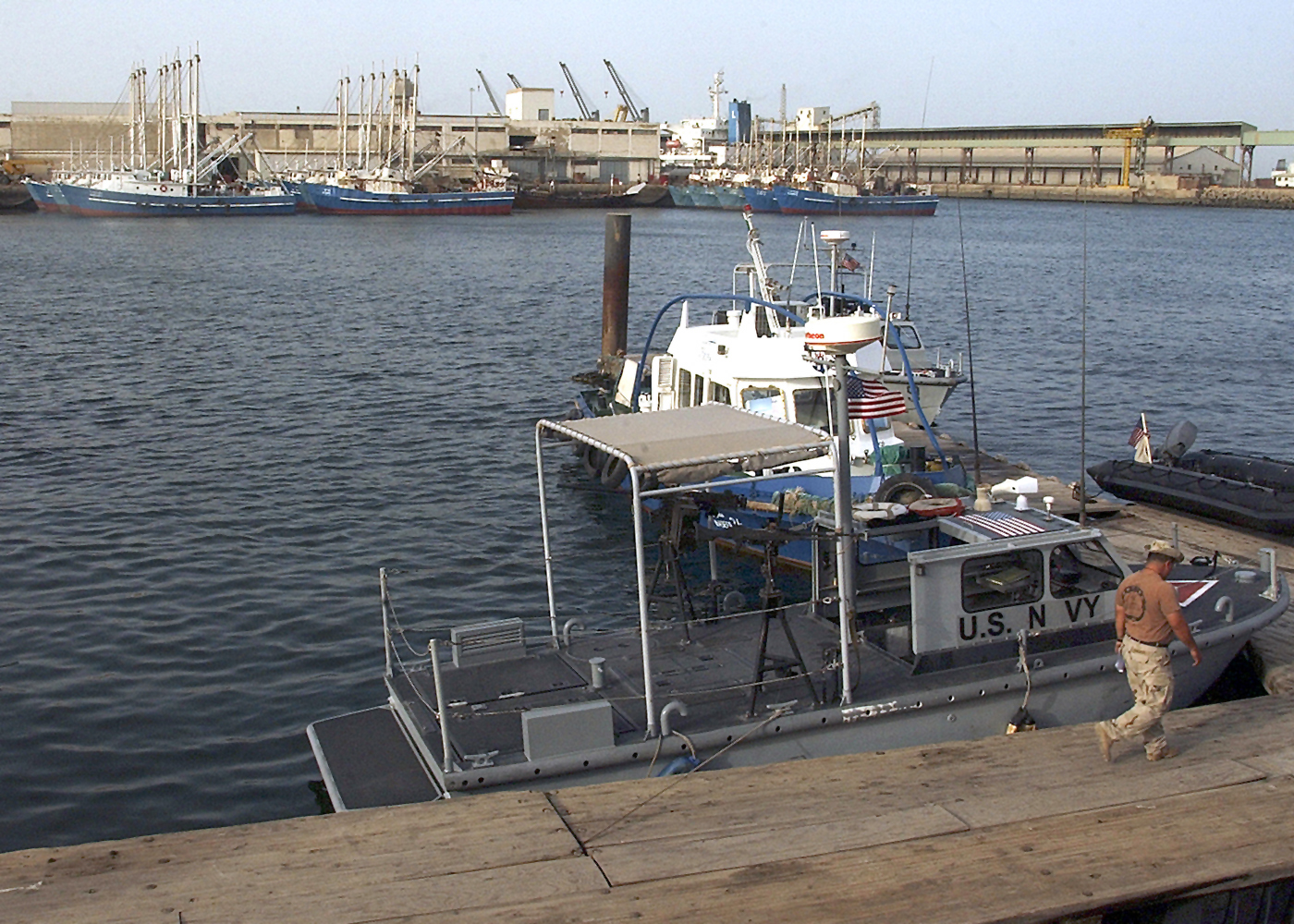
Bassin pour les navires de pêche d'Ash Shuaybah.

Ses coordonnées géographiques sont 29° 20′ 26″ N, 48° 10′ 56″ E. Le port est délimité par la jetée sud de Mina Ahmadi du Nord et de Mina Abdullah du Sud.
Une vingtaine de navires dont 4 porte-conteneurs peut y accoster sur des quais d'une longueur totale de 4 068 mètres, la profondeur varie de 10 à 14 mètres. La jetée pour le transbordement du pétrole a une profondeur d'eau de 16 mètres. Il dispose d'un bassin pour les petits navires tels les bateaux de pêche.
Un terminal à conteneurs a été mis en service en mai 1982 et dispose d'une superficie de 31 hectares
. Il est utilisé entre autres, dans les années 2000, par l'armée américaine qui y a construit la  Kuweit Naval Base. Cette base dispose d'un quai de 426 mètres pour la logistique de ses forces en Irak et en Afghanistan. 90 % des fournitures pour l'Irak et l'Afghanistan transporté par voie maritime passe par ce port.
La raffinerie Shuaiba a été inaugurée en 1968 à 50 km au sud de la ville, d'une superficie de 1 332 000 m2, elle a une capacité de raffinage de 195 000 barils par jour soit 31 000 m3 par jour.
Le 20 août 1981, 118 millions de litres soit 106 000 tonnes de pétrole se sont échappés des cuves de stockage.

### Port de Mubarak Al Kabeer
En novembre 2004, la construction du port Mubarak Al Kabeer  pour conteneur et d'une zone de libre échange sur l'ile de Bubiyan a été décidé pour améliorer le trafic de marchandises en direction de l'Irak, l'Iran et les républiques musulmanes de l'ancienne Union soviétique, il est alors prévu qu'il soit achevé en 2016. En avril 2010, la première phase de ce projet comprenant la capitainerie du port et 500 m de quai pour les petits bateaux est terminée, la seconde démarre. La capacité annuelle annoncée est de 2,4 millions équivalent vingt pieds. Ce projet est estimé en 2011 à 1,1 milliard de dollars US et fait concurrence à un projet de port irakien de 1,6 milliard de dollars dont la mise en service est annoncé en 2016 d'où la demande de certains politiciens irakiens de le stopper.
Hyundai Engineering & Construction, basée à Séoul, détient le contrat de construction d'une joint-venture avec le groupe Kharafi du Koweït. Même si aucune valeur n'a été donnée pour ce travail, les estimations fin 2012 suggèrent qu'il est susceptible d'atteindre environ 5 milliards de dollars. La deuxième phase comprend 3,3 km de quai qui doivent ouvrir à la fin de 2019, alors que la dernière étape comporte une centrale électrique et devrait se terminer en 2020.

### Mina Al-Ahmadi
Mina Al-Ahmadi est l'un des principaux terminaux pétroliers du Koweït, sa gestion dépend de la Kuwait Oil Company. Situé juste au nord de Ash Shuaiba, il s'occupe de la plupart des exportations de pétrole de l'émirat. Au début des années 2000, douze places offshore permet de charger plus de 2 millions de barils de pétrole et peut accueillir les plus grands pétroliers. Ses coordonnées géographiques sont 29° 04′ 00″ N, 48° 09′ 00″ E.
La raffinerie de pétrole Mina Al-Ahmadi, la première de l'histoire du pays, a été construite en 1949 à 45 km au sud de la ville de Koweït et dispose d'une superficie de 10 534 000 m2, sa capacité de raffinage du pétrole, après modernisation en 1988, est de 465 000 barils par jour soit 73 900 m3/j.
Quatre installations sont à Mina al-Ahmadi. La jetée sud dispose de huit places variant en profondeur de 12 à 15 mètres. La jetée nord dispose de quatre postes à quai avec une profondeur d'environ 18 mètres. Ces installations sont capables de traiter des pétroliers ou cargos de 100 000 tonnes.
L'île artificielle peut traiter des pétroliers de 375 000 tonnes. L'île consiste en une plate-forme de chargement avec six plates-formes d'accueil de près de 30 mètres de tirant d'eau. Un seul point d'amarrage est relié par des oléoducs sous-marins. Le fret pouvant être transbordé comprend du butane et propane GPL, au poste d'amarrage no 1 à 10, également du carburant aviation Jet et du naphta au quai no 3. Du carburant pour navires est fourni à tous les postes.
En 2006, un projet d'extension y est également planifié pour un budget de 900 millions de dollars, en vue d'augmenter ses capacités de stockage et d'exportation, en parallèle aux plans de croissance de la production.
Le port est aussi un des sites du programme de ravitaillement des navires de la marine américaine, qui fournit les combustibles commerciaux pour la propulsion des navires de l'United States Navy et d'autres navires du gouvernement des États-Unis. La Kuwait Petroleum Corporation a pour l’année 2009 fournit pour 1,210 milliard de dollars américain de carburant du Defense Energy Support Center chargé du ravitaillement en énergie des forces armées des États-Unis soit 6,43 % du total des contrats de cet organisme membre de la Defense Logistics Agency.

#### Sabotages et minage durant la guerre du Golfe de 1991

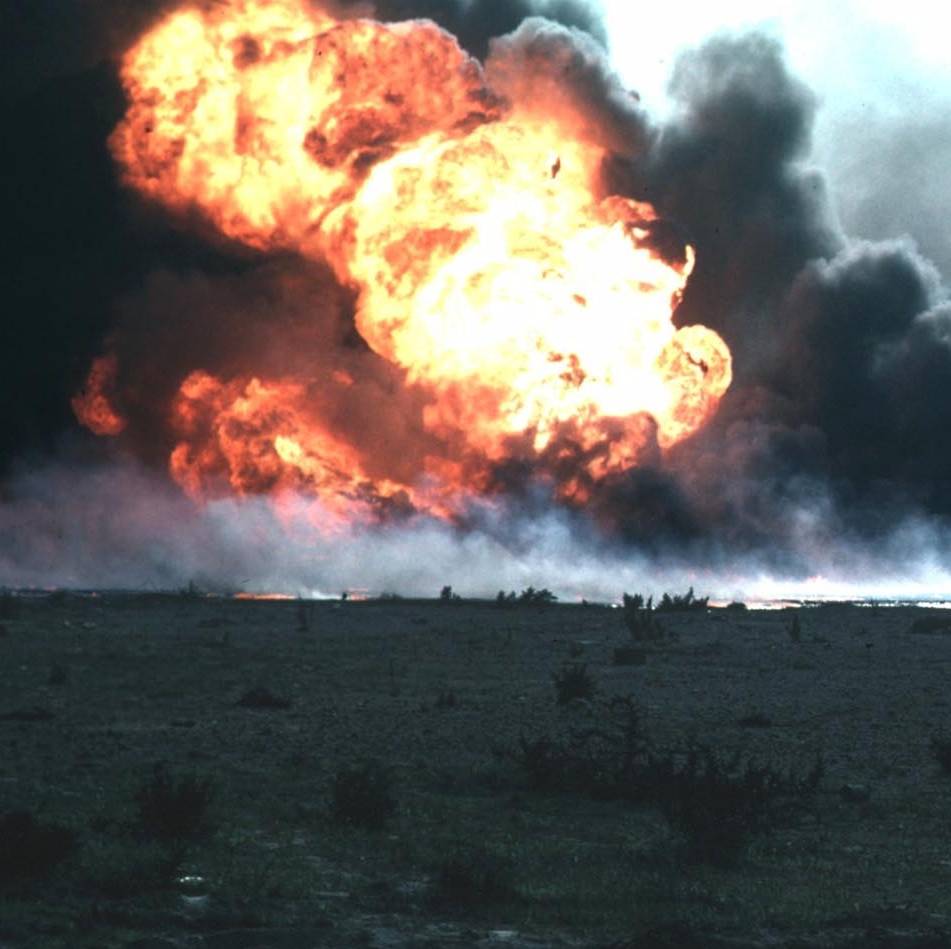
Puits de pétrole en feu durant la guerre du Golfe de 1991.

À partir du 19 janvier 1991, avec le sabotage des puits de pétrole du Koweït et de ce terminal pétrolier par l'armée irakienne lors de la guerre du Golfe, entre 700 000 à 1 447 000 tonnes de pétrole se répandent dans le golfe Persique provoquant une immense marée noire.
L'Irak a déversé plusieurs millions de barils de pétrole dans le golfe Persique depuis le terminal Sea Island de chargement pétrolier, au large des côtes du Koweït. 5 pétroliers irakiens pré-positionnés dans le port de Mina Al Ahmadi ont été vidés de leur cargaison. Des réservoirs de stockage à terre ont été également vidés dans le golfe au moyen d'un pipeline sous-marin.
Le 27 janvier 1991, des bombardiers F-111 de l'USAF ont largué 2 bombes guidés GBU-15  sur les collecteurs des canalisations menant au terminal de chargement. Ces installations ont été considérées comme la « plaque tournante » de la marée noire, un endroit où le pétrole pourrait être stoppé sans endommager davantage l'environnement.
Il ne s'est jamais reproduit d'accident de pétrolier ou de destructions volontaires de cette ampleur depuis ces catastrophes pétrolières.
Les autorités irakiennes après la guerre du Golfe ont déclaré qu’ils avaient mouillé 1 157 mines marines dans le Golfe Persique. 1 240 ont été détruites par la coalition internationale, car il y avait des mines de la guerre Iran-Irak. Les bâtiments européens en ont détruit à eux seuls 898 et à l’intérieur de ces unités européennes, les chasseurs de la classe Tripartite français, belges et néerlandais en ont détruit 530.

#### Accident du 25 juin 2000
Le 25 juin 2000, une vieille conduite de condensation ayant subi une érosion entre un réservoir de gaz naturel liquéfié et une raffinerie s'est rompue. Les opérateurs ont essayé d'isoler la fuite et une explosion s'est produite. Trois unités de distillation et de deux réformateurs ont été endommagés. 5 personnes furent tuées et une trentaine blessées, les dégâts furent estimés à 412 millions de dollars américains de l'époque soit 565 millions de dollars valeur 2014.
Cet accident fut la plus importante catastrophe industrielle en temps de paix au Koweït et le ministre du pétrole dut offrir sa démission.

### Mina Abdulla
Le port Mina Abdulla (Mina Abd Allah) dépend de la Kuwait Ports Authority. Ses coordonnées géographiques sont 29° 02′ 00″ N, 48° 09′ 00″ E.
La raffinerie Mina Abdulla a été construite en 1958 à 46 km au sud de la capitale. D'une superficie de 7 835 000 m2, elle peut raffiner 270 000 barils soit 43 000 m3 par jour.
Elle dispose d'une île artificielle avec 13 à 17 mètres de tirant d'eau et a une capacité hors charge de 214 000 tonnes de port en lourd. Le poste d'amarrage no 18 peut accueillir des navires 140 000 de tonnes de port en lourd, tandis que le poste d'amarrage no 19 peut accueillir des navires de 276 000 de tonnes tpl. Le fret comprend du naphta, des additifs HSD, du Jet, du kérosène et les hydrocarbures de soute.
Ses dépôts de carburants furent incendiés le 22 janvier 1991, ainsi que ceux de Wafra et Shuaiba, par les forces irakiennes.

### Mina Al Zour
Mina Al Zour (Mina Saud) est un terminal pétrolier s'occupant du chargement du brut des champs pétrolifères du sud du Koweït. Ses coordonnées géographiques sont 28° 45′ 00″ N, 48° 24′ 00″ E.
Il peut accepter les navires jusqu'à environ 140 000 tpl pour le chargement complet et à environ 370 000 tpl pour le chargement partiel. Le tirant d'eau maximum autorisé est normalement de 15,85 m. La taille maximale des navires utilisant le quai est de 180 mètres.
Le projet de raffinerie Al Zour, dont les plans sont dévoilés en juillet 2007, est estimé à 14,5 milliards de dollars américains. D'une capacité prévue de 615 000 barils par jour soit 97 800 m3 par jour, elle sera, si elle se construit, la plus grande du Moyen-Orient. La décision finale sur sa construction qui aurait dû être prise en mai 2010 mais les appels d'offres doivent publiés au 4e trimestre de 2012 et les contrats devraient être attribués au 4e trimestre de 2013.

### Doha
Le port de Mina Doha (en) est un petit port côtier de la ville du même nom (Doha) au fond de la baie de Koweït géré par la Kuwait Ports Authority. Ses coordonnées géographiques sont 29° 23′ 00″ N, 47° 48′ 00″ E dans le gouvernorat d'Al Jahra.
Avec un tirant d'eau de 4,3 mètres, il est utilisé par des boutres, les barges et les navires côtiers faisant du cabotage entre les ports du Golfe. À l'intérieur du bassin du port principal, il y a 9 piles de 2 600 mètres de longueur totale.
Le port contient 11 entrepôts d'une superficie totale de 8 110 mètres carrés, 4 hangars couverts d'une superficie totale de 4 100 mètres carrés et un petit parc de 3 250 mètres carrés.

### Khor al Muffatta
Khor al Muffatta est un petit port près de la frontière entre l'Arabie saoudite et le Koweït géré par la Kuwait Ports Authority. Ses coordonnées géographiques sont 28° 38′ 00″ N, 48° 23′ 00″ E.

#### Sabah Al-Ahmad Maritime City
La ville de Khor al Muffatta se développe et un immense projet de construction est en cours nommé Sabah Al-Ahmad Maritime City du nom de l'émir Sabah Al-Ahmad Al-Jaber Al-Sabah. Ce projet anciennement appelé Al Khiran Pearl city est une ville nouvelle conçue comme une immense marina. Les travaux dureront de 2010 à 2022 et son cout est estimé à 2 milliards de dollars,.

### Base navale de Ras al-Qulayah
La marine koweïtienne moderne fondé en 1961 dispose de la base navale de Ras al-Qulayah, localisée à environ 56 km au sud de la ville de Koweït et quelques kilomètres au nord de Mina Al-Ahmadi. Ses coordonnées géographiques sont 28° 51′ 53″ N, 48° 16′ 51″ E. Elle dispose d'un héliport ayant le code OACI des aéroports OKNB
La base navale fut capturée avec ses installations et ses stocks de munitions (dont environ 100 missiles Exocet) ainsi que 6 patrouilleurs lance-missile Lürssen par l'Irak lors de l'invasion du Koweït en août 1990.
La base inclut aussi une installation de stockage située à 10 km dans les terres. Celle-ci dispose alors d'un dépôt de munitions doté de six grands bunkers, six groupes de cinq petits bunkers contigus, six autres petits bunkers, et un bâtiment d'assemblage et de manutention des munitions. Ses coordonnées géographiques sont 28° 49′ 38″ N, 48° 10′ 04″ E. Elle a été la cible de raids de bombardements de la part de l'aviation allié effectué entre autres par des SEPECAT Jaguar de l'armée de l'air française durant l'opération Daguet.
Environ 150 mines dérivante ont été mises à flot depuis cette base durant le conflit, la majorité ayant été entrainée sur des plages au sud par le courant.
Un débarquement du Corps des Marines des États-Unis avait été planifié sur zone mais ce plan ne fut finalement qu'une diversion.